# Alastor mediomaculatus
Alastor mediomaculatus är en stekelart som först beskrevs av Giordani Soika 1952.  Alastor mediomaculatus ingår i släktet Alastor och familjen Eumenidae. Utöver nominatformen finns också underarten A. m. graecus.